# 兵部郎中
兵部郎中，兵部的属官。
- 隋唐五代宋兵部第一司兵部司的长官。西魏尚书省兵部曹属官有兵部郎中，掌管军务。唐朝武德三年（620年）改兵曹郎为兵部郎中，设二人，从五品上。一位掌管武官品阶、卫府名数、校考、给告身，一位掌管军籍、军队调遣名数、朝集、赐禄、告假的政令。龙朔二年（662年）改为司戎大夫。咸亨元年（670年），恢复兵部郎中的旧名。光宅元年（684年）改为夏官郎中。神龙元年（705年），恢复兵部郎中的旧名。天宝十一载（752年）改为武部郎中。至德二载（757年），恢复兵部郎中的旧名。五代十国沿置。北宋兵部郎中为五品寄禄官，不管理兵部的事情。元丰改制後，为从六品职事官，协助尚书、侍郎参掌本部事务。从军或将命於外，则授予兵部郎中。
- 辽金元兵部的佐贰官。辽朝南面官有兵部郎中。金朝、元朝不分司，设户部郎中从五品。
- 兵部各司郎中的统称。唐朝兵部兵部司、职方司、驾部司、库部司四司的郎中，明清兵部武选清吏司（总部、司马部）、职方清吏司、车驾清吏司、武库清吏司的郎中。清初又有督捕郎中。